# Saint-Pancrace (Savoie)
Pour les articles homonymes, voir Saint-Pancrace.
Saint-Pancrace est une commune française située dans le département de la Savoie, en région Auvergne-Rhône-Alpes.

## Géographie

### Situation
Saint-Pancrace est une commune française, située dans la partie du sud du département de la Savoie, dans la vallée de la Maurienne. Elle a une superficie de 5,59 km2.
| Saint-Alban-des-Villards  | Jarrier                   | Saint-Jean-de-Maurienne |
| Fontcouverte-la-Toussuire | Saint Pancrace            |                         |
|                           | Fontcouverte-la-Toussuire | Saint-Jean-de-Maurienne |

Voici ci-dessous une carte représentant le découpage territorial des communes limitrophes :

### Villages
Les différents villages ou hameaux de la commune sont : Les Bottières (station des Sybelles), Le Chef-Lieu, Les Chosalles, Les Colonnes, Les Fontaines.

## Urbanisme

### Typologie
Au 1er janvier 2024, Saint-Pancrace est catégorisée commune rurale à habitat dispersé, selon la nouvelle grille communale de densité à sept niveaux définie par l'Insee en 2022.
Elle appartient à l'unité urbaine de Saint-Jean-de-Maurienne, une agglomération intra-départementale regroupant quatre  communes, dont elle est une commune de la banlieue,,. Par ailleurs la commune fait partie de l'aire d'attraction de Saint-Jean-de-Maurienne, dont elle est une commune de la couronne,. Cette aire, qui regroupe 26 communes, est catégorisée dans les aires de moins de 50 000 habitants,.

### Occupation des sols
L'occupation des sols de la commune, telle qu'elle ressort de la base de données européenne d’occupation biophysique des sols Corine Land Cover (CLC), est marquée par l'importance des forêts et milieux semi-naturels (77,9 % en 2018), une proportion sensiblement équivalente à celle de 1990 (77,8 %). La répartition détaillée en 2018 est la suivante : 
forêts (52,1 %), milieux à végétation arbustive et/ou herbacée (22 %), zones agricoles hétérogènes (11,1 %), mines, décharges et chantiers (4,7 %), espaces ouverts, sans ou avec peu de végétation (3,8 %), zones urbanisées (3,4 %), prairies (2,9 %).
L'IGN met par ailleurs à disposition un outil en ligne permettant de comparer l’évolution dans le temps de l’occupation des sols de la commune (ou de territoires à des échelles différentes). Plusieurs époques sont accessibles sous forme de cartes ou photos aériennes : la carte de Cassini (XVIIIe siècle), la carte d'état-major (1820-1866) et la période actuelle (1950 à aujourd'hui).

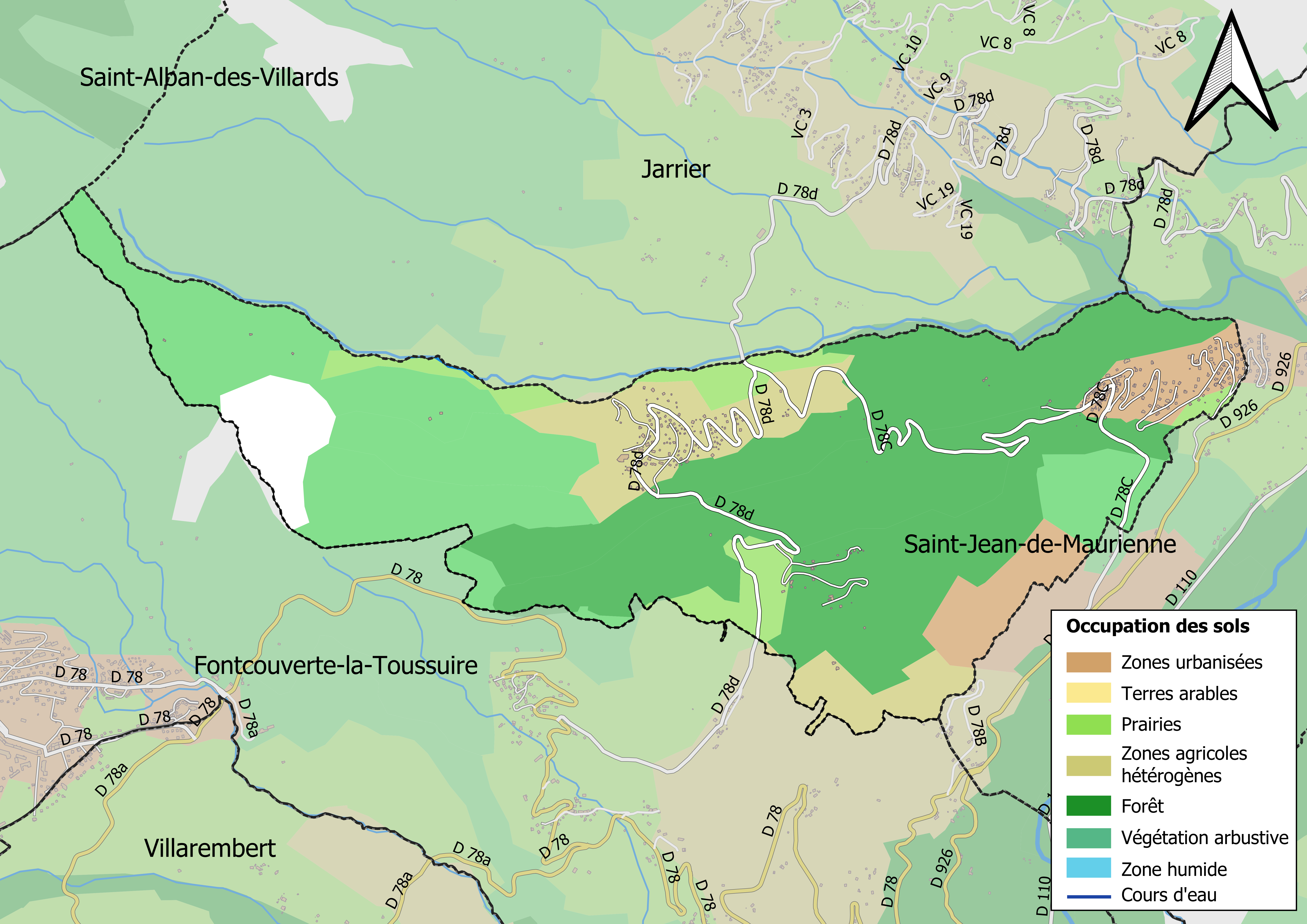
Carte des infrastructures et de l'occupation des sols en 2018 (CLC) de la commune.
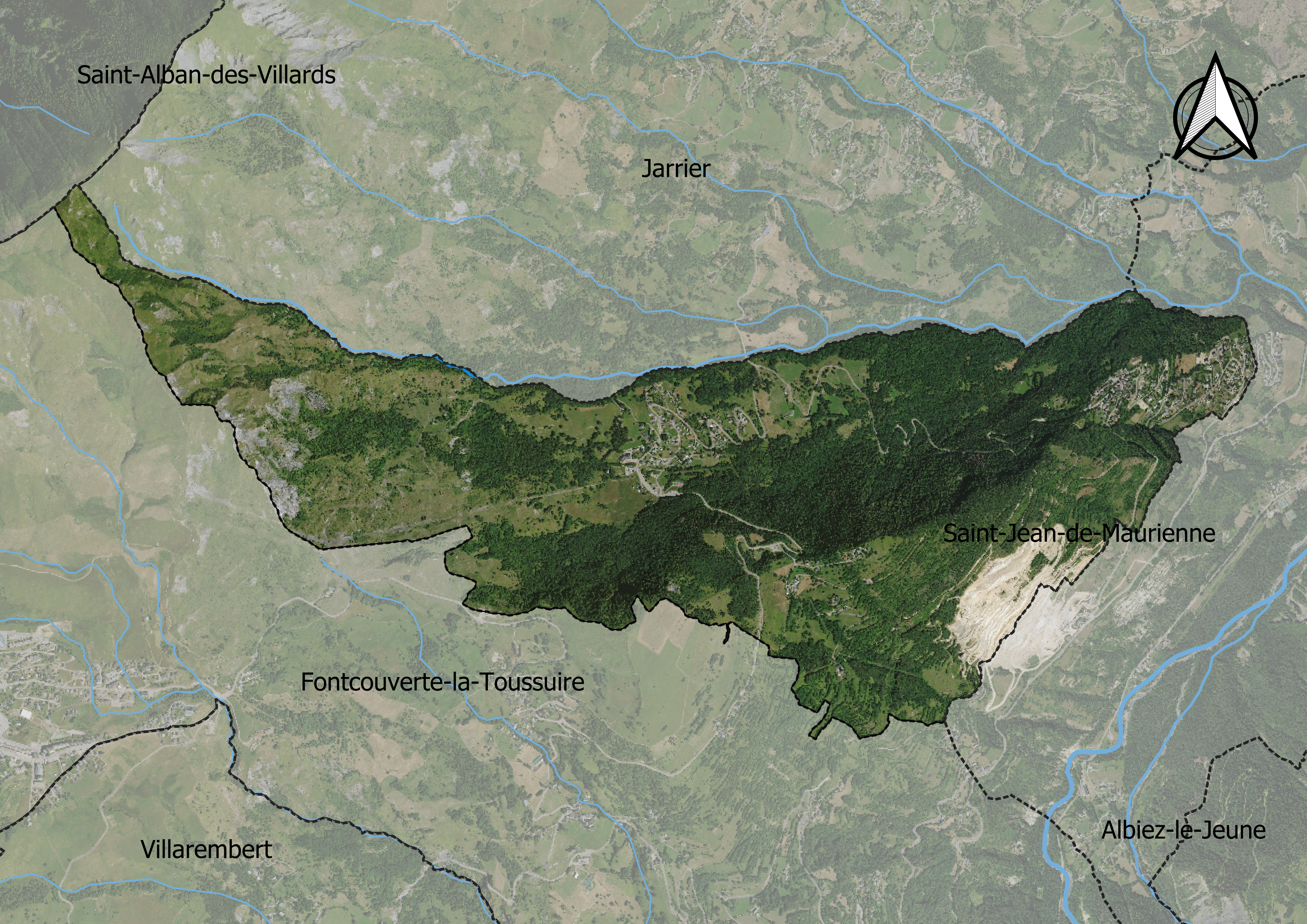
Carte orthophotogrammétrique de la commune.

## Toponymie
Les différentes graphies du nom apparaissant dans la documentation sont : Ecclesia Sancto Pancrasio (739) ; Ecclesia Sancti Pancratii (1184) ; Parrochia Sancti Pancratii (1297) ; Capellanus Sancti Pancratii (1303). On trouve également à la fin du XVIe siècle les formes Saint-Pex (1585) et Saint-Paix (1591, 1605),.
Le nom de la commune viendrait de Pancrace de Rome, martyr à Rome an 304 sous Dioclétien. Gros mentionne simplement qu'il s'agit du saint patron de la paroisse.
Dans le patois local, la commune est désignée sous la forme Saint Pé, que Gros (1935) qualifie de « forme relativement ancienne ». Il poursuit « Paix vient de Pac, première syllabe de Pacratius, variante de Pancratius. Les habitants de la commune sont appelés Saint Patins, ce qui suppose que Pac est devenu Pat. »
En arpitan savoyard, le nom est Sent-Pèx et il se prononce Sin Pé (selon la graphie de Conflans).

## Histoire
La bulle pontificale de Lucius III, de l'année 1184, confirme la juridiction épiscopale de Maurienne sur dix-sept paroisses dont Saint-Pancrace.

## Politique et administration

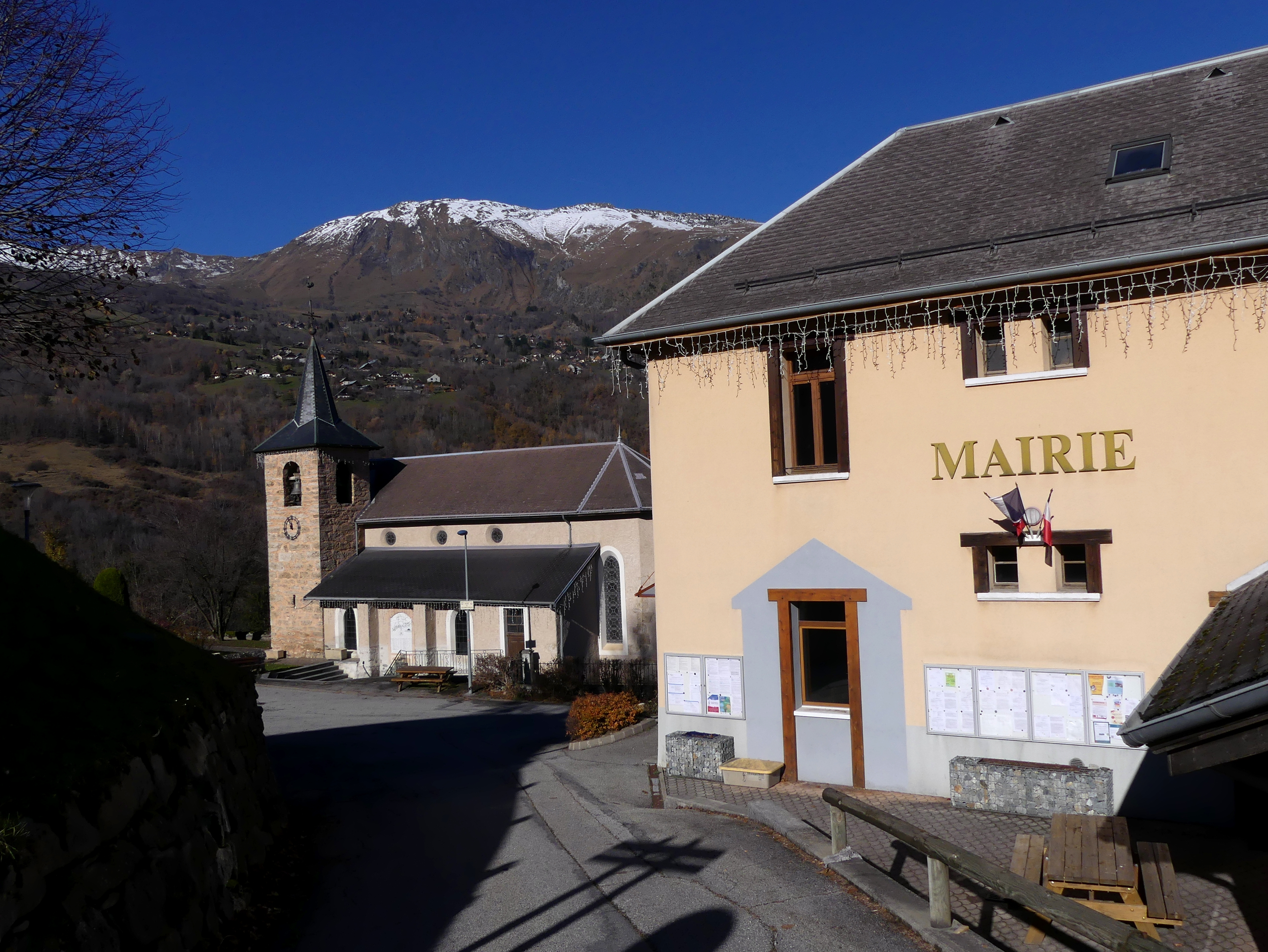
La mairie.

| Période                                  | Période  | Identité            | Étiquette | Qualité |
| ---------------------------------------- | -------- | ------------------- | --------- | ------- |
| mars 2001                                | 2020     | Robert Truchet      |           |         |
| 2020                                     | En cours | Roger Blanc-Coquand |           |         |
| Les données manquantes sont à compléter. |          |                     |           |         |

## Démographie
Les habitants de Saint-Pancrace sont appelés les Saint Patins,.

L'évolution du nombre d'habitants est connue à travers les recensements de la population effectués dans la commune depuis 1793. Pour les communes de moins de 10 000 habitants, une enquête de recensement portant sur toute la population est réalisée tous les cinq ans, les populations de référence des années intermédiaires étant quant à elles estimées par interpolation ou extrapolation. Pour la commune, le premier recensement exhaustif entrant dans le cadre du nouveau dispositif a été réalisé en 2005.

En 2022, la commune comptait 305 habitants, en évolution de +4,1 % par rapport à 2016 (Savoie : +3,63 %, France hors Mayotte : +2,11 %).
| 1793 | 1800 | 1806 | 1822 | 1838 | 1848 | 1858 | 1861 | 1866 |
| ---- | ---- | ---- | ---- | ---- | ---- | ---- | ---- | ---- |
| 382  | 332  | 377  | 400  | 401  | 418  | 381  | 384  | 379  |

| 1872 | 1876 | 1881 | 1886 | 1891 | 1896 | 1901 | 1906 | 1911 |
| ---- | ---- | ---- | ---- | ---- | ---- | ---- | ---- | ---- |
| 377  | 361  | 394  | 414  | 412  | 372  | 411  | 418  | 387  |

| 1921 | 1926 | 1931 | 1936 | 1946 | 1954 | 1962 | 1968 | 1975 |
| ---- | ---- | ---- | ---- | ---- | ---- | ---- | ---- | ---- |
| 328  | 272  | 254  | 215  | 180  | 140  | 112  | 76   | 88   |

| 1982 | 1990 | 1999 | 2005 | 2006 | 2010 | 2015 | 2020 | 2022 |
| ---- | ---- | ---- | ---- | ---- | ---- | ---- | ---- | ---- |
| 104  | 153  | 214  | 279  | 286  | 286  | 295  | 301  | 305  |

## Culture locale et patrimoine

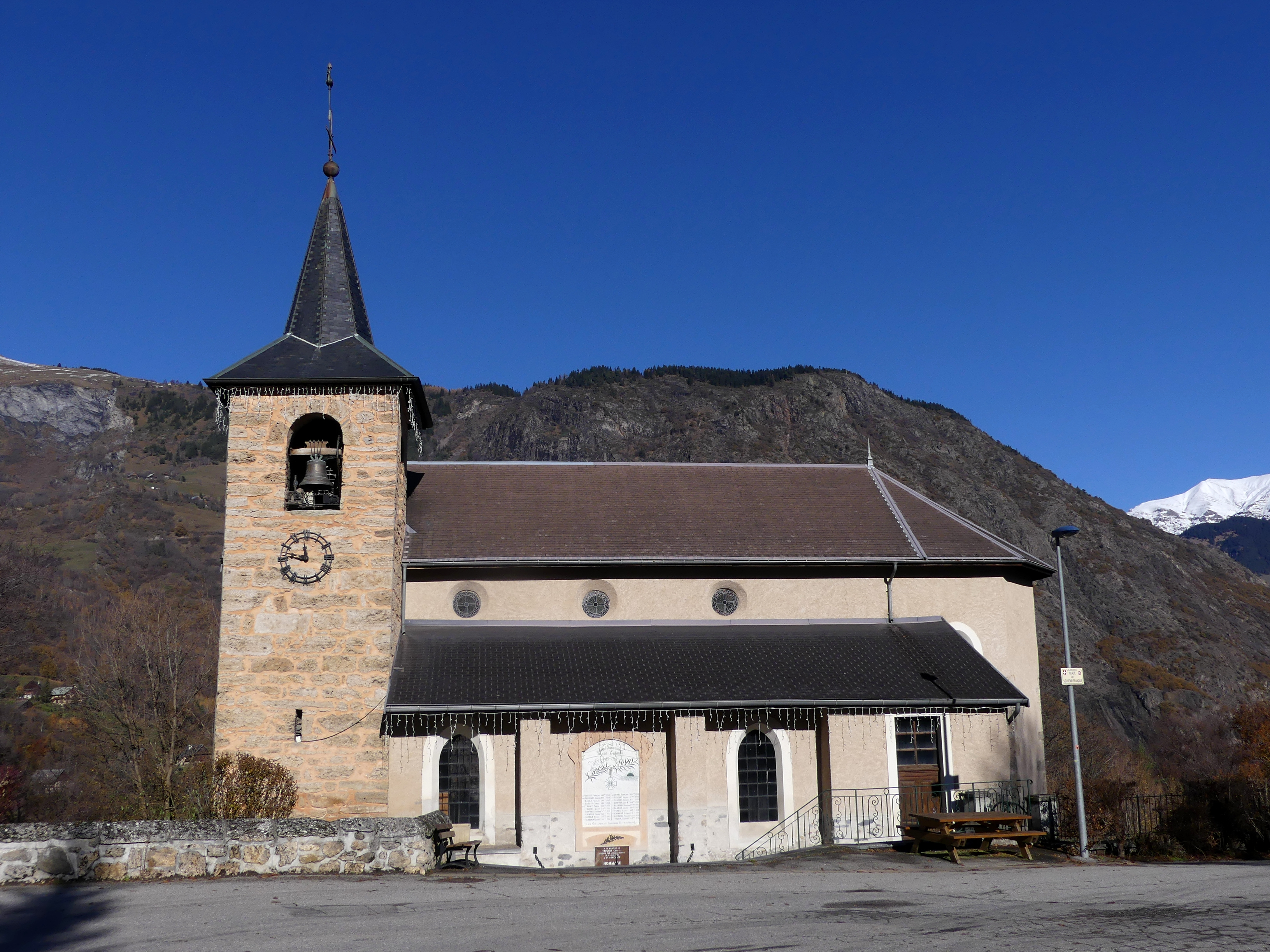
Église Saint-Pancrace.

### Lieux et monuments
- Église Saint-Pancrace : édifiée au XVIe siècle et reconstruite en 1900.